# Maccabi Petah Tiqwa (pallacanestro)
Il Maccabi Petah Tiqwa è una società cestistica avente sede ad Petah Tiqwa, in Israele. Fondata nel 1956.